# Ейзенія Гордєєва
Ейзенія Гордєєва (Eisenia gordejeffi) — вид кільчастих червів роду Eisenia.

## Розповсюдження
Ендемік півдня Східно-Європейської рівнини. Знайдено на кількох обмежених територіях півдня України: Маріупольська лісомеліоративна станція, околиці міст Мелітополя (Запорізька обл.) та Новомосковська (Дніпропетровська обл.). Крім того зустрічається у Росії у Орловській області, в пониззях Дону та Сіверського Дінця.

## Будова
Форма тіла циліндрична, довжина 70 — 125 мм, ширина 4,5-6,5 мм. Пігментація зазвичай відсутня, іноді на кількох передніх сегментах спостерігається червоне забарвлення. Кількість сегментів тіла 99-210. Щетинки розташовані попарно. Поясок займає 10 сегментів, з 23 — 24 до 34 — 35. Пубертатні валики тягнуться з 27-28 по 31 сегмент. Черево-бічні пучки щетинок розташовані на папілах на пояску та кількох прилеглих сегментах.

## Спосіб життя
Зустрічається у підстилці байрачних та заплавних лісів, також під посівами багаторічних трав у ґрунті багатому на органічні речовини. Суто ґрунтовий організм, живиться ґрунтовим перегноєм. Чисельність всюди незначна.

## Значення
Ейзенія Гордєєва занесена до Червоної книги України. Вид може зникнути внаслідок господарської діяльності людини.